# Blang Ara (Paya Bakong)
Blang Ara is een bestuurslaag in het regentschap Aceh Utara van de provincie Atjeh, Indonesië. Blang Ara telt 282 inwoners (volkstelling 2010).